# Вайвара (волость)
Ва́йвара (ест. Vaivara vald) — колишня волость в Естонії, до адміністративної реформи 2017 року одиниця самоврядування в повіті Іда-Вірумаа.

## Географічні дані
Площа волості — 397,97 км2, чисельність населення на 1 січня 2017 року становила 1871 особу.

## Населені пункти
Адміністративний центр — селище Сінімяе.
На території волості розташовувалися:
2 селища (alevik): Олгіна (Olgina), Сінімяе (Sinimäe);
18 сіл (küla):
Арумяе (Arumäe), Аувере (Auvere), Вайвара (Vaivara), Водава (Vodava), Гійеметса (Hiiemetsa), Гундінурґа (Hundinurga), Кудрукюла (Kudruküla), Лааґна (Laagna), Мерікюла (Meriküla), Мустаніна (Mustanina), Пеетеррісті (Peeterristi), Пер'ятсі (Perjatsi), Піместіку (Pimestiku), Пугкова (Puhkova), Ситке (Sõtke), Солдіна (Soldina), Тирвайие (Tõrvajõe), Удріа (Udria).

## Історія
9 квітня 1992 року Сінімяеська сільська рада була перетворена у волость зі статусом самоврядування. 30 квітня волость Сінімяе отримала нову назву — волость Вайвара.
2016 року на підставі законів Естонії про адміністративну реформу, про організацію роботи місцевих самоврядувань та про сприяння об'єднанню одиниць місцевого самоврядування волосна рада Вайвара та міська рада Нарва-Йиесуу підписали угоду про їх адміністративно-територіальне об'єднання для утворення нової одиниці місцевого самоврядування під назвою місто Нарва-Йиесуу.
15 жовтня 2017 року в Естонії відбулися вибори в ради місцевих самоврядувань. Після оголошення результатів виборів в міську раду нового муніципалітету 21 жовтня 2017 року офіційно набуло чинності утворення міського самоврядування Нарва-Йиесуу. Волость Вайвара припинила існування.